# Paramnesia reduplicativa
La paramnesia reduplicativa è una sindrome delirante caratterizzata dall'alterata identificazione dei luoghi, per cui il soggetto crede che un luogo o una scena sia stata duplicata, che esiste in due o più posti contemporaneamente, oppure che è stato "trasferito" in un altro luogo. Fa parte delle sindromi da falso riconoscimento ed è di solito associata a casi di lesioni cerebrali acquisite, in particolare nei casi di lesioni simultanee all'emisfero cerebrale destro e ai lobi frontali. 

## Storia
Il termine paramnesia reduplicativa è stato utilizzato per la prima volta nel 1903 dal neurologo Arnold Pick per descrivere la condizione di una paziente (con sospetta malattia di Alzheimer), che affermava di essere stata trasferita dalla clinica di Pick ad un'altra, identica alla precedente, ma situata più in periferia. Per spiegare le discrepanze aveva inoltre sostenuto che Pick e il personale medico lavoravano in entrambe le cliniche.
Tale caratteristica delirante era già stata descritta nel 1788 dal naturalista svizzero Charles Bonnet. Henry Head, Paterson e Zangwill riportarono successivamente il caso di alcuni soldati che affermavano di essere stati curati nell'ospedale della propria città natale, quando ciò in realtà non era successo. In questi casi, il trauma cranico sembra sia stata la causa più probabile di tali convinzioni deliranti. 
Il disturbo non venne preso in seria considerazione fino al 1976, anno in cui Benson e colleghi ne descrissero tre nuovi casi. Benson non si limitò a descrivere i sintomi dei propri pazienti, ma cercò di spiegare il disturbo in termini di deficit neurocognitivo. Questo fu il primo tentativo di dare una spiegazione neuropsicologica al disturbo.

## Clinica
La paramnesia reduplicativa è stata menzionata nel contesto di numerosi disturbi neurologici, tra cui ictus, emorragie cerebrali, tumori, demenze, encefalopatie e vari disturbi psichiatrici.
Il seguente brano, tratto dallo studio di Benson et al., illustra alcune delle caratteristiche principali di questo delirio. Il paziente aveva subito un trauma cranico dopo un incidente domestico. L'impatto aveva causato una frattura al cranio e un danno bilaterale al lobo frontale (sebbene con maggiore severità nel lobo destro) a causa della formazione di ematomi intracerebrali:
Il trasferimento illusorio di uno scenario ad un luogo familiare, come ad esempio una casa o una città a cui il paziente è affezionato, è un sintomo ricorrente in questi casi. In alcune occasioni il paziente può anche arrivar a credere che si trovi in luoghi più esotici o fantastici (ad esempio, in un caso concreto, Timbuktu) di quelli in cui si trova realmente.

## Spiegazioni mediche
Le prime spiegazioni psicodinamiche hanno suggerito che la paramnesia reduplicativa non era direttamente collegata a lesioni cerebrali, ma a negazioni e rifiuti alla malattia. In particolare, secondo Weinstein e Kahn, in persone che considerano la malattia come una "imperfezione, debolezza o disgrazia". Altri ricercatori hanno accettato come fattore importante il danno cerebrale, ma suggeriscono che il disorientamento è una "reazione isterica", motivata dal desiderio di tornare a casa. 
Tuttavia, la maggior parte delle attuali teorie suggeriscono che la malattia è causata da un deficit dei sistemi cerebrali associati con la memoria e la sensazione di familiarità. È interessante notare che questa era la spiegazione originale offerta da Pick, nella quale suggeriva che il meccanismo cruciale era un "attacco convulsivo" che alterava la memoria cosciente.
Benson et al. aggiunsero successivamente che i danni all'emisfero destro dei loro pazienti rendevano difficile mantenere l'orientamento a causa di un'alterazione della percezione visuo-spaziale e della memoria visiva, mentre i danni ai lobi frontali rendevano impossibile inibire le false impressioni causate dal disorientamento.
Ricerche più recenti hanno sostenuto ampiamente questo punto di vista, e stabilito legami con la letteratura sul fenomeno della confabulazione, per la quale i pazienti sembrano evocare falsi ricordi senza rendersi conto che lo siano. Il danno all'emisfero destro è anche associato con l'anosognosia, un disturbo che provoca nei pazienti un'incapacità nel riconoscere i propri deficit. Questa mancanza di consapevolezza della malattia sembra essere presente anche nella paramnesia reduplicativa.
Altri studi hanno suggerito una spiegazione più dettagliata, in particolare, riferiscono che un danno alla via ventrale del sistema visivo, che collega la corteccia visiva con alcune aree del lobo temporale, potrebbe causare il disorientamento visuo-spaziale e le difficoltà di integrazione dei ricordi, tipici del disturbo. È ormai comprovata l'interazione tra aree temporali (incluso l'ippocampo) e lobo frontale durante la formazione e il recupero di ricordi, cosa che suggerisce una spiegazione sul perché i danni alla corteccia frontale potrebbero causare questo disturbo.